# لودويغ آغرين
لودفيغ أندرس آغرين (مواليد 6 يوليو 1995)، والمعروف باسم لودفيغ (الإنجليزية: Ludwig)، هو ستريمر أمريكي، ويوتيوبر، وبودكاستر، وكوميدي، ومعلق على الرياضات الإلكترونية ، ومنافس. يشتهر لودويغ ببثه المباشر على تويتش من عام 2018 حتى أواخر عام 2021، وعلى يوتيوب بدءًا من أواخر عام 2021، حيث يبث محتوى متعلقًا بألعاب الفيديو بالإضافة إلى محتوى غير متعلق بألعاب الفيديو مثل عروض الألعاب والمسابقات. . وهو معروف أيضًا بعمله كمعلق للرياضات الإلكترونية في مختلف دورات سوبر سماش بروز ميلي . وهو المالك المشارك لمنظمة الرياضات الإلكترونية Moist Esports . بدأ البث بدوام كامل في 16 فبراير 2019.
أثناء عقد حدث "سوباثون" حظي بتغطية إعلامية واسعة النطاق، حيث أصبح لودويغ أكبر ستريمر على تويتش من حيث عدد الاشتراكات على الإطلاق في عام 2021، حيث وصل في النهاية إلى حوالي 282000 مشترك في ذروته، متجاوزًا الرقم القياسي السابق الذي سجله زميله في البث نينجا. في 29 نوفمبر 2021، أعلن لودويغ أنه وقع صفقة حصرية مع YouTube Gaming . فاز حفل توزيع جوائز ستريمر لعام 2022 ، فاز لوديوغ بجائزة "أفضل ستريمر لسنة 2022".

## النشأة
ولد لوديوغ أندرس آغرين في هوليس، نيو هامبشاير، في 6 يوليو 1995، لأم فرنسية وأب سويدي. يعتبر نفسه سويديًا في المقام الأول على الرغم من عدم معرفته للغة، ولكن لديه بعض المعرفة بالفرنسية ويستخدمها أحيانًا عند التحدث إلى والدته. التحق بجامعة ولاية أريزونا، حيث كان عضوًا افتتاحيًا في Tempe Late Night (أعيدت تسميتها لاحقًا إلى Tempe Underground)، وهو نادي كوميدي ارتجالي وارتجالي ورسمي. تخرج <i id="mwPA">بامتياز</i> مع درجات علمية في الأدب الإنجليزي والصحافة في عام 2017.

## حياة مهنية

### تويتش

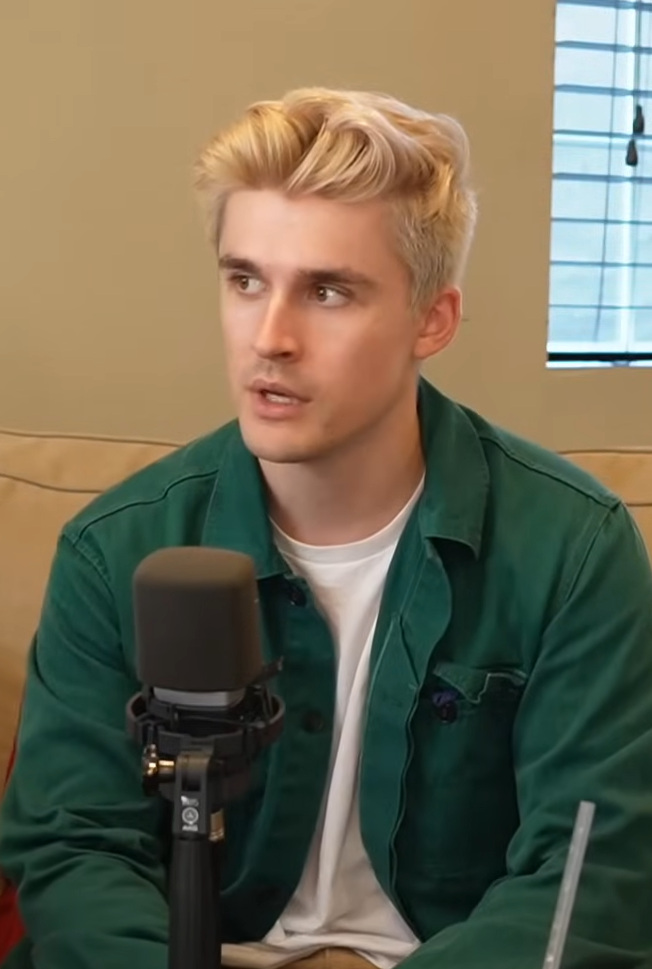
اغرين خلال مقابلة عام 2022

بدأ لودويغ البث المباشر على تويتش بدوام جزئي في 16 مايو 2018، وبدأ البث بدوام كامل في 16 فبراير 2019. خلال عامي 2018 و2019، كان لبث لودويغ جمهور صغير نسبيًا، معظمهم يبثون ألعاب الفيديو Super Smash Bros. Melee و Mario Party 2 و Dark Souls. منذ أوائل يونيو 2019، قام بشكل متكرر بإنشاء محتوى تعاوني مع شريكه الحالي وزميله في البث QTCinderella . في 10 تشرين الثاني (نوفمبر) 2019، سجل آغرين الرقم القياسي العالمي للعبة الهيمنة المصغرة لهرس الأزرار من Mario Party 4 . وفقًا لـ Polygon ، كان سجل آغرين أسرع من روبوت التشغيل السريع المدعوم بالأداة ؛  بحسب Kotaku ، هذا غير صحيح، نظرًا لأن الروبوت تم تحديده بدرجة 160، بينما كان آغرين يلعب على نسخة معدلة تزيل الغطاء. قال أوين س. جود من Polygon ، "إذا هبطت الكائنات الفضائية وكان علي أن أشرح ما هي ألعاب الفيديو ولماذا هي ممتعة، فسأريهم هذا. انحني يا لودفيج." 
في يناير 2020، تنافس آغرين، من بين المنافسين والشخصيات الأخرى في Melee ، مثل Mew2King و Plup ، في بطولة دعوة لـ Pokémon Sword and Shield بواسطة 2016 Pokémon World Champion, Wolfe Glick ، حيث احتل آغرين المركز الأول. في يونيو 2020، تمت دعوة آغرين للتنافس ضد لاعبي Twitch المشهورين الآخرين في بطولة الشطرنج للهواة PogChamps على موقع Chess.com ، حيث احتل المركز الثاني في فئة المواساة . ظهر آغرين لاحقًا على غلاف إصدار أغسطس 2020 من Chess Life .
في نوفمبر 2020، بعد بطولة Melee ، تلقى The Big House 10 خطاب إيقاف وكف من Nintendo ،  أعلن آغرين عن سلسلة بطولة Ludwig آغرين 3، وهي بطولة خيرية مرتجلة. تم عقده في الفترة من 20 إلى 21 ديسمبر، وتم جمع 261.668 دولارًا أمريكيًا لـ Gamers for Love.
في ديسمبر 2020، وصلت قناة آغرين على YouTube وقناته على Twitch إلى أكثر من مليون متابع؛ عزا Cale Michael من Dot Esports نموه السريع إلى "توسيع نطاق Twitch، والتعاون المستمر مع منشئي المحتوى الكبار الآخرين، واستعداده لتجربة أشكال جديدة من المحتوى سواء على الهواء مباشرة أو على قناته على YouTube."  أيضًا في ديسمبر ، أصدر آغرين ألبوم عيد الميلاد ، عيد ميلاد مغولي جدًا ، للسماح للقائمين بالاستماع إلى موسيقى عيد الميلاد دون تلقي مخالفات قانون الألفية الجديدة لحقوق طبع ونشر المواد الرقمية .
في يناير 2021، بدأ آغرين باستضافة عرض ألعاب على Twitch بعنوان Hivemind ، مع زميله في البث Cr1TiKaL . في أكتوبر 2021، كان آغرين من بين العديد من القائمين على البث المباشر الذين تم الكشف عن أرباحهم من Twitch في خرق للبيانات؛ بين أغسطس 2019 وأكتوبر 2021، حصل آغرين على 3.3 مليون دولار من خلال Twitch، وهو ما أكده آغرين.

### سباثون
في 14 مارس 2021، أقام لودويغ بث مباشر استمر لمدة 30 يومًا، وانتهى في 13 أبريل 2021. "سباثون" أو "subathon"، وهو اختصار لـ "subscription marathon"(ماراثون الاشتراكات)، هو نوع من البث المباشر على تويتش حيث في كل مرة يتلقى فيها القائم بالبث اشتراكًا بقيمة 5 دولار أمريكي من المشاهدين  - تتم إضافة المزيد من الوقت إلى مؤقت تنازلي. بمجرد وصول الموقت إلى الصفر، ينتهي البث. تلقى لودويغ حوالي 282000 اشتراك خلال ماراثونه الفرعية،  محطمًا الرقم القياسي السابق الذي سجله نينجا (Ninja) في عام 2018 لأكثر المشتركين المتزامنين على تويتش.

### الانتقال إلى يوتيوب

لودويغ أثناء التصوير الترويجي في عام 2023

في 29 نوفمبر 2021، أعلن لودويغ أنه سيترك البث المباشر على تويتش، وينتقل إلى YouTube Gaming في 30 نوفمبر. وأعلن ذلك بلقطة كوميدية قصيرة، حيث قام بتفجير سيارة أرجوانية ترمز إلى تويتش. وفقًا لـ Dot Esports، استشهد لودويغ بانتقاله إلى يوتيوب كأحد الأسباب التي دفعت تويتش لاحقًا إلى تخفيف قواعدها الحصرية لشركاء البث المباشرين.
في ديسمبر 2021، تلقى لودويغ حظرين متعلقين بقانون الألفية الجديدة لحقوق طبع ونشر المواد الرقمية، مما أدى إلى تعليق البث الخاص به مؤقتًا. في 11 سبتمبر 2022، تم حظر لودويغ للمرة الثالثة أثناء بث مباشر حيث قام عمدًا بتشغيل الأغنية المحمية بحقوق الطبع والنشر " Go !!! " لمعرفة مدى سرعة حظره. تم إيقافه بعد دقيقة واحدة وواحد وثلاثين ثانية وهو ما ادعى أنه "رقم قياسي عالمي".
في 2 يوليو 2022، استضاف لودويغ نسخة شخصية من عرض الألعاب الخاص به، Mogul Money Live [الأموال المغولي مباشر]، لأكثر من 5000 شخص في مسرح يوتيوب. وكان من بين المتسابقين بوكيمان ، xQc ، سيكونو(ٍSykkuno)، ميزكيف(Mizkif)، سوداببوبين(SodaPoppin)، وفوسلي(Fuslie)، وآخرين. فاز Sykkuno بالعرض وحصل على "المرحاض الذهبي".
في 23 سبتمبر 2022، أعلن لوديوغ عن حدث ملاكمة الشطرنج ، باسم Mogul Chessboxing [ملاكمة الشطرنج المغولية]، التي أقيمت في 11 ديسمبر 2022، في مركز جالينوس في لوس أنجلوس؛ تميزت بكل من اللافتات ولاعبي الشطرنج المحترفين. في هذا الحدث، كان لودويغ مضيفًا مشاركًا ومشاركًا في مباراة شطرنج مفاجئة مع كونور كولكوهون. في 27 سبتمبر 2022، أعلن لودويغ عن تأسيس وكالة Offbrand الإبداعية ، جنبًا إلى جنب مع زملائه من مقدمي البث براندون 'Atrioc' Ewing وناثان ستانز ونيك ألين.
في 28 سبتمبر 2022، أسس لودويغ و شلات (Jschlatt) ، زميل منشئي المحتوى، قناة "Lud and Schlatts Musical Emporium"[متجر لود و شلات الموسيقي] على يوتيوب، وهو مشروع لإصدار تسجيلات خالية من حقوق الملكية للمقطوعات الشهيرة وأغنيتين أصليتين بأسلوب موسيقى ألعاب فيديو نينتندو. لاستخدامها في إنشاء المحتوى. في 15 أكتوبر، أعلن لوديوغ عن سوايب (Swipe)، وهو خط إنتاج البيديه الخاص به.
في الفترة من 21 إلى 23 أكتوبر 2022، نظم لودويغ بطولة للعبتي Super Smash Bros. Melee و Super Smash Bros. Ultimate في لاس فيغاس، نيفادا مع فئات مكونة من 32 لاعبًا ومجموع جوائز قدره 30 ألف دولارًا أمريكيًا لكلا اللعبتين، والذي تمت زيادته إلى 52 ألف دولارًا أمريكيًا بسبب الترويج المتبادل مع Capital One. تم بث الحدث عبر قنوات لوديوغ و Alpharad. في 20 أكتوبر، أي قبل يوم واحد من الموعد المقرر لبدء الحدث، كشف لودويغ عن تراجع أحد الرعاة الرئيسيين في اللحظة الأخيرة. قام مستر بيست بالتسجيل كراعٍ من خلال شركته Feastables. وفقًا لـ لودويغ ومنظم البطولة Aiden 'Calvin' McCaig، تكلف إنتاج الحدث 200000 دولار.
سيستضيف لودويغ بطولة Smash أخرى، وهي Scuffed World Tour، في 18 ديسمبر 2022، في ضوء الضجة المجتمعية المحيطة بـ Nintendo وPanda بسبب إلغاء بطولة Smash World Tour لعام 2022. بهدف منافسة نهائي كأس Panda's Panda، الذي كان من المقرر عقده في نفس عطلة نهاية الأسبوع قبل تأجيله،  دعا لودويغ أفضل ستة عشر لاعبًا من Melee و Ultimate من Smash World Tour لعام 2022 للتنافس في جمع الأموال لدعم VGBootCamp، منظموSmash World Tour.
في يناير 2023، أعلن لودويغ أنه انضم إلى فريق Moist Esports كمالك مشارك.

## الحياة الشخصية
بدأ لودويغ بمواعدة زميلته في البث كيو تي سنديريلا (QTCinderella) في عام 2020. وهم يقيمون معًا في لوس أنجلوس.

## جوائز و ترشيحات
| سنة  | الحدث                      | التصنيف                    | العمل                                                                  | النتيجة | الاستشهاد     |
| ---- | -------------------------- | -------------------------- | ---------------------------------------------------------------------- | ------- | ------------- |
| 2021 | جوائز الرياضات الإلكترونية | أفضل ستريمر                | نفسه                                                                   | رُشِّح     | [ 60 ]        |
| 2022 | جوائز الستريمر             | أفضل ستريمر متنوع          | نفسه                                                                   | رُشِّح     | [ 61 ]        |
| 2022 | جوائز الستريمر             | أفضل ستريمر                | نفسه                                                                   | فوز     | [ 61 ] [ 62 ] |
| 2022 | جوائز ستريمي الثانية عشر   | أفضل ستريمر                | نفسه                                                                   | رُشِّح     | [ 63 ] [ 64 ] |
| 2022 | جوائز ستريمي الثانية عشر   | افضل تعاون                 | برنامج الألعاب الخاص بي حطم موقع يوتيوب [My GameshowBroke YouTube]     | رُشِّح     | [ 63 ] [ 64 ] |
| 2022 | جوائز ستريمي الثانية عشر   | أفضل ستريمر متنوع          | نفسه                                                                   | فوز     | [ 63 ] [ 64 ] |
| 2022 | جوائز الألعاب              | أفضل صانع محتوى            | نفسه                                                                   | فوز     | [ 65 ]        |
| 2023 | جوائز الستريمر             | صانع محتوى مميز            | نفسه                                                                   | رُشِّح     | [ 66 ]        |
| 2023 | جوائز الستريمر             | أفضل حدث مباشر             | بطولة المغول للشطرنج والملاكمة[Mogul Chessboxing Championship]         | فوز     | [ 66 ]        |
| 2023 | جوائز ستريمي الثالثة عشر   | أفضل ستريمر                | نفسه                                                                   | رُشِّح     | [ 67 ]        |
| 2023 | جوائز ستريمي الثالثة عشر   | أفضل ستريمر متنوع          | نفسه                                                                   | رُشِّح     | [ 67 ]        |
| 2023 | جوائز ستريمي الثالثة عشر   | أفضل بودكاست               | الفناء[The Yard]                                                       | رُشِّح     | [ 67 ]        |
| 2023 | جوائز الرياضات الإلكترونية | أفضل شخصية رياضة إلكترونية | نفسه                                                                   | رُشِّح     | [ 68 ] [ 69 ] |
| 2024 | جوائز الستريمر             | أفضل ستريمر متنوع          | نفسه                                                                   | رُشِّح     | [ 70 ]        |
| 2024 | جوائز الستريمر             | أفضل حدث مباشر             | بطولة الدودج بول لصانعي المحتوى [Creator Dodgeball World Championship] | فوز     | [ 71 ]        |

## فيلموغرافيا

### أشرطة الفيديو والموسيقى
| سنة  | عنوان   | الفنان (الفنانين)      | دور         |        |
| ---- | ------- | ---------------------- | ----------- | ------ |
| 2021 | Inferno | سوب أوربان وبيلا بورتش | خادم الفندق | [ 72 ] |
| 2022 | Dolls   | بيلا بورش              |             | [ 73 ] |

## ديسكغرافيا

### الألبومات
- عيد الميلاد المغولي جدا(A Very Mogul Christmas) (2020)